# Der Heiratsantrag
Der Heiratsantrag (russisch Предложение) ist ein Einakter (offizielle Bezeichnung: „Scherz in einem Akt“) von Anton Tschechow aus dem Jahr 1888.

## Handlung
Wie bei allen Theaterstücken Tschechows ist der Handlungsort ein Landgut irgendwo in der russischen Provinz. Im Gästezimmer des Gutsherren Stepan Tschubukow erscheint ein befreundeter Nachbar, der Junggeselle Iwan Lomow. Er hat einen Frack und weiße Handschuhe an und verrät Tschubukow sogleich, er wolle dessen 25-jähriger Tochter Natalja einen Heiratsantrag machen. Tschubukow ist spontan begeistert, schickt Natalja herein und lässt beide allein. Nach der Begrüßung beginnt Lomow seine Rede. Ehe er jedoch auf das eigentliche Ziel seiner Visite eingehen kann, kommt es zwischen den beiden zu einem unerbittlichen Streit um ein Stück Land: Lomow behauptet, das Dorf Luschki gehöre ihm, während Natalja dies mit aller Entschiedenheit bestreitet und das Eigentum an Luschki für sich bzw. ihren Vater beansprucht. Beide streiten so laut, dass Tschubukow es hört und wieder herein kommt. Dieser behauptet ebenfalls, Luschki gehöre ihm, so dass es kurz darauf zu beleidigenden Äußerungen auf beiden Seiten kommt. Tschubukow wirft Lomow schließlich hinaus, dieser verlässt das Haus und droht Tschubukow mit einem Gerichtsprozess. Erst als er gegangen ist, erfährt Natalja, dass er eigentlich gekommen war, um ihr einen Heiratsantrag zu machen. Sie wird daraufhin hysterisch und verlangt in Panik, Lomow unverzüglich zurückzuholen. Als dieser zurück ist, versucht sie mit ihm einen versöhnlichen Ton und gesteht, dass Luschki wohl in der Tat ihm gehöre. Sie lenkt das Gespräch auf die Jagd, und sogleich entflammt zwischen den beiden erneut ein Streit, diesmal darum, wessen Jagdhund schneller ist. Wieder kommt Tschubukow herein; Lomow schreit ihn so laut an, dass er schließlich über Atemnot klagt und zusammensackt, so dass Vater und Tochter zuerst denken, er sei gestorben. Dann kommt er aber wieder zu sich. Tschubukow sagt den beiden, diese mögen doch endlich heiraten und ihn in Ruhe lassen. Beide küssen sich und bekommen den väterlichen Segen, beginnen sich aber unvermindert weiter zu streiten. Hierzu Tschubukows Schlussworte: „Das ist es, das beginnende familiäre Glück! Bringt Champagner!“, womit das Stück endet.

## Hintergründe
Mit seiner sehr schlicht aufgebauten, übertrieben komischen Handlung ist das Stück eher untypisch für Tschechows Werk – in dieser Hinsicht ist es eher mit seinen anderen Einaktern wie dem Bären vergleichbar. Generell dienten diese Einakter dem Autor in seiner reifen Schaffenszeit (ab Mitte der 1880er-Jahre) als eine Art Ventil für seine humoristische Ader, die er in seinen frühen Erzählungen voll zum Einsatz brachte, während sein Stil in späteren Werken zunehmend nachdenklicher und zurückhaltender wurde. Speziell im Heiratsantrag vermischt sich die für Tschechows Frühwerke typische, dezente Situationskomik mit einer satirischen Anspielung auf die verlogenen Sitten und die Spießigkeit des russischen Kleinadels, für den jede Heirat wegen der aufwändigen Mitgiften vor allem eine Frage des Geldes ist, anstatt der echten Liebe.
Tschechow selbst schätzte seine Einakter im Vergleich zu Erzählungen und längeren Bühnenstücken eher niedrig ein; so schrieb er über den gerade fertiggestellten Heiratsantrag in einem Brief vom 7. November 1888 in einer gewohnt ironischen Manier: Ich habe speziell für die Provinz ein dämliches Vaudevillechen namens „Der Heiratsantrag“ geschrieben und es nach Zensurien geschickt. Dennoch wurde das Stück am 12. April 1889 in Sankt Petersburg und am 9. August in Moskau uraufgeführt, offenbar mit Erfolg, wie die Schauspieler später Tschechow berichteten. Am 30. Mai wurde Der Heiratsantrag im Prager Nationaltheater und somit erstmals im Ausland aufgeführt. Zu Tschechows Lebzeiten wurde das Stück unter anderem ins Deutsche, Englische und Ungarische übersetzt.

## Hörspiele
- 1924: Heiratsantrag; Regie: Nicht bekannt, mit F. W. Kaiser (Stepan Stepanowitsch Tschubukow, Gutsbesitzer), Erna Reigbert (Natalie Stepanowna, seine Tochter), Gerd Fricke (Iwan Wassiljewitsch Lomow, Tschubukows Nachbar) – Produzent: SÜWRAG
- 1926: Ein Heiratsantrag; Regie: Hans Bodenstedt, mit Karl Pündter (Stepan Stepanowitsch Tschubukow, Gutsbesitzer), Hedwig Herder (Natalia Stepanowna, seine Tochter), Hans Freundt (Iwan Wassiljitsch Lomow, Tschubukows Nachbar) – Produzent: NORAG
- 1927: Ein Heiratsantrag; Regie: Hermann Probst, mit Georg Feuerherd (Stepan Stepanowitsch Tschubukow, Gutsbesitzer), Herta Reiß (Natalia Stepanowna, seine Tochter), Oskar Walleck (Iwan Wassiljitsch Lomow, Tschubukows Nachbar) – Produzent: Westdeutsche Rundfunk AG (WERAG)
- 1929: Ein Heiratsantrag; Regie: Josef Krahé, mit Dittrich von Oppen (Stepan Stepanowitsch Tschubukow, Gutsbesitzer), Martina Otto-Morgenstern (Natalia Stepanowna, seine Tochter), Leon Epp (Iwan Wassiljitsch Lomow, ihr Nachbar) – Produzent: NIRAG

In Deutschland sind nach 1945 weitere 8 Hörspielversionen des Einakters entstanden.
- 1946: Der Heiratsantrag; Regie: Cläre Schimmel, mit Johannes Marx (Ansager), Fritz Klippel (Stepan Stepanowitsch), Margot Bieler (Natalja) und Otto Schlandt (Iwan) – Produzent: SDR
- 1946: Ein Heiratsantrag; Regie: Fritz Schröder-Jahn, mit Kurt Meister (Stepan Stepanowitsch Tschubukow), Dagmar Altrichter (Natalia Stepanowna) und Heinz Erhardt (Iwan Wassiljewitsch Lomow) – Produzent: NWDR Hamburg
- 1946: Ein Heiratsantrag; Regie: Hans Krüger; Sprecher: Nicht bekannt – Produzent: RB
- 1950: Ein Heiratsantrag; Regie: Hanns Farenburg, mit Karl Hellmer (Stepan Tschubukow, Gutsbesitzer), Helga Zülch (Natalja, seine Tochter) und Carl-Heinz Schroth (Iwan Lomow, ein Nachbar) – Produzent: Rundfunk der DDR
- 1957: Ein Heiratsantrag; Regie: Ludwig Cremer, mit Gustav Knuth (Stepan Stepanowitsch Tschubukow, Gutsbesitzer), Hannelore Schroth (Natalie, seine Tochter) und Max Mairich (Iwan Wasiljewitsch Lomow, Gutsnachbar) – Produzent: WDR
- 1957: Der Heiratsantrag und Der Bär (Theatermitschnitt); Regie: Erwin Piscator, mit Hans Caninenberg, Anneliese Römer, Walter Bluhm und Ernst Sattler – Produzent: RIAS
- 1960: Der Heiratsantrag; Regie: Cläre Schimmel, mit Hans Mahnke (Gutsbesitzer Tschubukow), Julia Costa (Natalia Stepanowa) und Hans Caninenberg (Lomow) – Produzent: SDR
- 1960: Ein Heiratsantrag; Regie: Peter Brang, mit Paul R. Henker (Stepan Stepanowitsch Tschubukow, Gutsbesitzer), Marianne Wünscher (Natalja Stepanowa, seine Tochter) und Walter Lendrich (Iwan Wassiljewitsch Lomow, Gutsbesitzer, Tschubukows Nachbar) – Produzent: Rundfunk der DDR